# Lijst van nummer 1-albums in de Nederlandse Album Top 100 in 1970
Onderstaande albums stonden in 1970 op nummer 1 in de Hilversum 3 LP Top 10, de voorloper van de huidige Nederlandse Album Top 100. De LP Top 10 werd wekelijks samengesteld door de NOS.
| Nummer | Datum        | Artiest                      | Titel                      |
| ------ | ------------ | ---------------------------- | -------------------------- |
| 6      | 3 januari    | The Rolling Stones           | Let it bleed               |
|        | 10 januari   | The Rolling Stones           | Let it bleed               |
|        | 17 januari   | The Rolling Stones           | Let it bleed               |
| 7      | 24 januari   | Led Zeppelin                 | Led Zeppelin II            |
|        | 31 januari   | Led Zeppelin                 | Led Zeppelin II            |
|        | 7 februari   | Led Zeppelin                 | Led Zeppelin II            |
|        | 14 februari  | Led Zeppelin                 | Led Zeppelin II            |
|        | 21 februari  | Led Zeppelin                 | Led Zeppelin II            |
|        | 28 februari  | Led Zeppelin                 | Led Zeppelin II            |
|        | 7 maart      | Led Zeppelin                 | Led Zeppelin II            |
| 8      | 14 maart     | José Feliciano               | Alive alive-o!             |
| 9      | 21 maart     | Simon & Garfunkel            | Bridge over troubled water |
|        | 28 maart     | Simon & Garfunkel            | Bridge over troubled water |
|        | 4 april      | Simon & Garfunkel            | Bridge over troubled water |
|        | 11 april     | Simon & Garfunkel            | Bridge over troubled water |
|        | 18 april     | Simon & Garfunkel            | Bridge over troubled water |
|        | 25 april     | Simon & Garfunkel            | Bridge over troubled water |
|        | 2 mei        | Simon & Garfunkel            | Bridge over troubled water |
|        | 9 mei        | Simon & Garfunkel            | Bridge over troubled water |
|        | 16 mei       | Simon & Garfunkel            | Bridge over troubled water |
|        | 23 mei       | Simon & Garfunkel            | Bridge over troubled water |
| 10     | 30 mei       | The Beatles                  | Let it be                  |
|        | 6 juni       | The Beatles                  | Let it be                  |
| 9      | 13 juni      | Simon & Garfunkel            | Bridge over troubled water |
|        | 20 juni      | Simon & Garfunkel            | Bridge over troubled water |
|        | 27 juni      | Simon & Garfunkel            | Bridge over troubled water |
| 11     | 4 juli       | Crosby, Stills, Nash & Young | Déjà vu                    |
|        | 11 juli      | Crosby, Stills, Nash & Young | Déjà vu                    |
|        | 18 juli      | Crosby, Stills, Nash & Young | Déjà vu                    |
|        | 25 juli      | Crosby, Stills, Nash & Young | Déjà vu                    |
|        | 1 augustus   | Crosby, Stills, Nash & Young | Déjà vu                    |
|        | 8 augustus   | Crosby, Stills, Nash & Young | Déjà vu                    |
|        | 15 augustus  | Crosby, Stills, Nash & Young | Déjà vu                    |
|        | 22 augustus  | Crosby, Stills, Nash & Young | Déjà vu                    |
|        | 29 augustus  | Crosby, Stills, Nash & Young | Déjà vu                    |
|        | 5 september  | Crosby, Stills, Nash & Young | Déjà vu                    |
|        | 12 september | Crosby, Stills, Nash & Young | Déjà vu                    |
| 12     | 19 september | Golden Earring               | Golden Earring             |
|        | 26 september | Golden Earring               | Golden Earring             |
|        | 3 oktober    | Golden Earring               | Golden Earring             |
|        | 10 oktober   | Golden Earring               | Golden Earring             |
|        | 17 oktober   | Golden Earring               | Golden Earring             |
| 13     | 24 oktober   | Black Sabbath                | Paranoid                   |
|        | 31 oktober   | Black Sabbath                | Paranoid                   |
|        | 7 november   | Black Sabbath                | Paranoid                   |
|        | 14 november  | Black Sabbath                | Paranoid                   |
| 14     | 21 november  | Neil Young                   | After the gold rush        |
|        | 28 november  | Neil Young                   | After the gold rush        |
|        | 5 december   | Neil Young                   | After the gold rush        |
|        | 12 december  | Neil Young                   | After the gold rush        |
|        | 19 december  | Neil Young                   | After the gold rush        |
| 15     | 26 december  | The Cats                     | Take me with you           |